# 167 km (obwód nowogrodzki)
167 km (ros. 167 км) – przystanek kolejowy w lasach, w rejonie małowiszerskim, w obwodzie nowogrodzkim, w Rosji. Położony jest na linii Petersburg – Moskwa, w oddaleniu od skupisk ludzkich. Najbliższą miejscowością jest Małaja Wiszera